# 先總統蔣公誕辰紀念日
先總統蔣公誕辰紀念日，簡稱蔣公誕辰，原是中華民國政府在1975年為紀念中華民國總統蔣中正於10月31日出生，以行政命令通過的國定假日。解嚴後初期便有取消放假的聲浪，2000年以行政命令先讓實施周休二日的公務員不再放假，之後實行周休二日的民間企業效法，至2016年全面性周休二日時正式廢除。

## 設立緣由

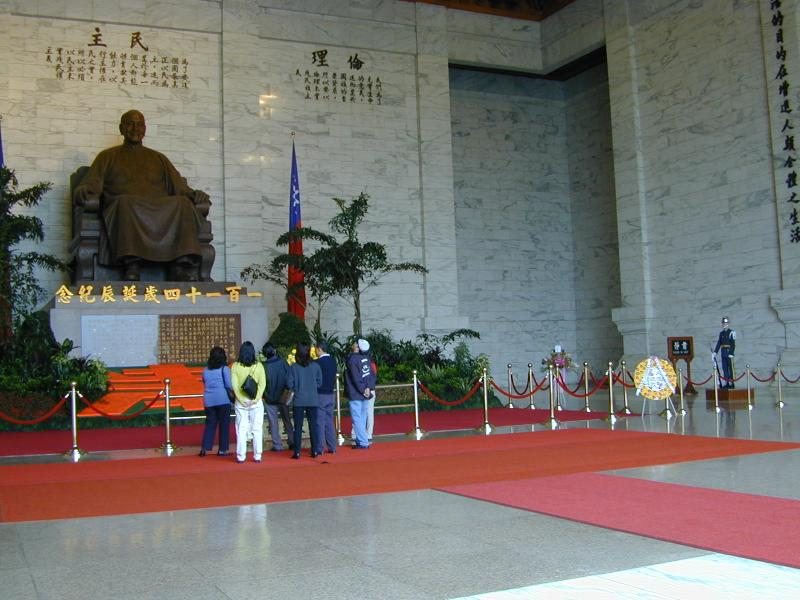
中正紀念堂銅像大廳紀念蔣公誕辰的佈置

蔣中正去世後，1975年5月14日，中國國民黨中央常會通過《永久紀念總統蔣公辦法》，其中第一項為將蔣中正生日與去世之日都定為國定假日。次日，行政院院會通過此辦法，蔣中正生日定為國定假日挪到第二項，並規定舉行紀念儀式。
蔣中正在世時，便舉行慶祝活動，案例如臺灣省運動會在10月31日開幕時，全體運動員用簽名向總統祝嘏，再轉交總統府第三局轉呈總統。到蔣中正去世次年區運動會時，1976年配合蔣公誕辰紀念日而延至10月31日為閉幕日。
因蔣中正被視為國民革命軍之父，國軍退除役官兵輔導委員會自1979年起也將蔣公誕辰紀念日訂為退除役官兵的榮民節。

## 光輝十月
國民黨政府將有雙十節、蔣公誕辰紀念日、光復節的10月稱以「光輝十月」，以塑造國泰民安的景象。當時對1970年代前出生的臺灣人來講，10月31日是蔣公紀念日的印象會勝於萬聖夜。公營和黨營的報刊上會有「慶祝台灣光復節」與「紀念蔣公誕辰紀念」等專欄，刊登寫著「民族的救星」與「早日反攻大陸」等字眼的作文。這月因時機敏感，軍警也會加強巡邏。因此月的連續假期多，是當時台灣遊樂園的賺錢旺季，及上班族串連自己的年休日到海外旅遊的季節，也是學子所喜歡的月份。

## 取消放假

### 李登輝政府
臺灣流傳對蔣公誕辰紀念日不滿的政治笑話：有犯人在紀念活動時因以臺灣話講「今日禮拜幾」，諧音似「今日拜鬼」而再被多關數年。此事據施明德回憶原是1971年當天，台東監獄判刑十年、原先已剩四個多月就要出獄的政治犯賴振福當天祝壽時所說，遭憲兵士官曾柏林檢舉是說「拜鬼」，以思想偏差多判三年，並送到綠島和柯旗化、柏楊一起坐牢，至於曾柏林則升作士官長。蔣經國逝世後，面對蔣經國誕辰與逝世也訂為紀念日的聲浪，內政部經三個月研議後認為不宜再制定任何強制性的紀念辦法，以配合國家元首更替常態化的走向，另一方面也符合蔣經國生前「平實、平凡」的做人原則。
臺灣學者從以蔣公誕辰作放假的意義觀察，有不同的看法：政治學者呂亞力反對在個別政治人物生日時放假，認為除了國父外，應以其他形式，而非放假來紀念對國家有功之人；政治學者楊泰順認為，某些政治人物雖已過世，功過尚難蓋棺論定，藉生日放假並不適當；中研院民族所研究員瞿海源說，從社會持續民主化的發展來看，10月31日放假頗值得斟酌，在威權統治時代這一天有明顯被神聖化的意味，個人崇拜在今天能否為大眾接受，頗有疑問；研究勞工的黃越欽指出，國定假日是為了某種慶典或追思目的，多年來雇主並不覺得10月31日放假有額外的負擔，而勞工也將視為社會福利一項指標，則選在10月31日放假應無可厚非。
1985年3月1日《勞基法施行細則》開始實施，其中第二十三條規定應放假的紀念日包含蔣公誕辰。
1990年，面臨周休二日成為近來的熱門話題，勞委會提出建議取消革命先烈紀念日、蔣公誕辰紀念日、國父誕辰紀念日、行憲紀念日與台灣光復節作國定假日，以降低產業的衝擊。該年4月4日，兒童節當天，立委謝來發推出以5月第二個周日前四天作連續假期，取名為「天倫節」，來合併現有的母親節、兒童節、革命先烈紀念日、父親節、老人節、婦女節等，並將臺灣光復節、蔣公誕辰、行憲紀念日，改為逢十年才放假，以幫助產業規劃生產計畫。數日來就有二十一位立委聯署此案，超過提案成立之法定聯署人數十五人。
1991年，因臺灣地區首度將春節延長到五天，人事行政局建議國父誕辰與蔣公誕辰紀念日放假的妥當性便該再作考量，建議取消放假，但紀念活動照常舉行。1997年，二二八和平紀念日通過為國定假日後，人事行政局再度有此計畫。該年因取得臺北市政權的陳水扁市府帶頭不舉辦此紀念儀式，記者形容是「第一塊搖晃欲倒的骨牌」。

### 陳水扁政府
2000年9月28日，考試院院會通過行政院函送的《公務人員周休二日實施辦法》，對公務員實行周休二日後，革命先烈紀念日、婦幼節、國父誕辰紀念日、孔子誕辰日、光復節、總統蔣公誕辰紀念日、行憲紀念日，都是只紀念不放假。後來，依台灣青年勞動九五聯盟調查，部分民間企業實施周休二日後，對這八天也不再放假，引起違反《勞基法》第三十七條規定的爭議。勞委會勞動條件處工資工時科科長黃維琛坦言，民間雇主會以人事行政局公告蔣公誕辰紀念日等是「只紀念不放假」為由，誤導勞工不放假，但人事行政局這規定是對公家單位。
2007年3月31日，泛藍舉行「恢復兩蔣時代的繁榮」遊行的當日，民進黨主席游錫堃要求行政院取消蔣公誕辰與逝世紀念日。8月29日，行政院通過內政部提案修改行政命令《紀念日及節日實施辦法》，刪除蔣公誕辰日作國定假日，至於蔣公逝世紀念日則以民族掃墓節來放假。此舉遭立委蔣孝嚴抗議，認為蔣中正貢獻遭民進黨政府扭曲、操弄。雖行政院已核定取消該日為國定紀念日，但該年依《勞基法》，非周休二日的勞工依然為放假。

### 馬英九政府
2007年底時，勞委會修改《勞基法施行細則》修正案，蔣公誕辰紀念日扣除，但該項修法在2008年中華民國總統選舉政黨輪替後未完成行政院核定的最後程序，使得2008年當天依法律依然是假日。《勞基法》縮短工時案於2015年5月15日在立法院三讀通過後，勞委會計畫在明年正式全面實行周休二日時，配套修正《勞基法施行細則》，將開國紀念日翌日、革命先烈紀念日、孔子誕辰日、台灣光復節、蔣公誕辰紀念日、國父誕辰紀念日、行憲紀念日這七天假都改為只紀念不放假。2016年中華民國總統選舉後，2016年3月24日，面對《勞基法施行細則》此行政命令由備查改為審查並欲恢復這七天作國定假日，勞動部長陳雄文表示這就由民進黨自己決定。

### 蔡英文政府
2016年6月21日，勞動部公告，去年4月20日遭立法院退回的《勞基法施行細則》失效，勞工恢復七天國定假日，面對第一個恢復的國定假日是孔子誕辰日。該年蔣公誕辰紀念日逢周休二日而成三天連假，臺灣鐵路局特地加開班次。該年12月6日，為實行全面性周休二日，《勞基法》第三十六條修正通過，蔣公誕辰等七天國定假日刪除，十九天的國定假日降為與公務員相同的十二天。